# MVP de la Temporada de la WNBA
El MVP de la Temporada de la WNBA (WNBA Most Valuable Player Award) es un premio anual otorgado por la WNBA desde la temporada inaugural (1997) a la mejor jugadora de la liga regular. La ganadora del premio se decide por una serie de periodistas deportivos en Estados Unidos. Los miembros de ese grupo seleccionarán a sus cinco opciones para el premio, con 10 puntos que se otorgan por un voto de primer lugar, siete para el segundo, cinco para el tercero, tres por el cuarto y uno para quinto.
En 2008, los aficionados también pudieron votar a sus cinco jugadores preferidas de cara al MVP. Estas elecciones representan el 25% de los votos totales, mientras que las selecciones de los medios de comunicación representan el 75% restante.
Lauren Jackson, Lisa Leslie y Sheryl Swoopes ha ganado el premio tres veces, mientras que Cynthia Cooper, Candace Parker y Elena Delle Donne lo han hecho 2 veces. Delle Donne es la única jugadora que ganó el premio con dos equipos diferentes.

## Ganadoras
|             | Jugadora en activo en la WNBA                                                              |
|             | Jugadora retirada                                                                          |
|             | Su equipo se proclamó Campeonas de la WNBA esa misma temporada                             |
| Jugador (#) | Indica las veces que la jugadora ha sido galardonada con el MVP de la Temporada de la WNBA |
| Equipo (#)  | Indica las veces que una jugadora de este equipo ha sido galardonada con este premio       |

| Temporada        | Jugador               | Posición  | Nacionalidad               | Equipo                  | Ref. |
| ---------------- | --------------------- | --------- | -------------------------- | ----------------------- | ---- |
| 1997 Votación    | Cynthia Cooper (1)    | Escolta   | Estados Unidos             | Houston Comets (1)      |      |
| 1998 Votación    | Cynthia Cooper (2)    | Escolta   | Estados Unidos             | Houston Comets (2)      |      |
| 1998–99 Votación | Yolanda Griffith      | Pívot     | Estados Unidos             | Sacramento Monarchs (1) |      |
| 2000 Votación    | Sheryl Swoopes (1)    | Escolta   | Estados Unidos             | Houston Comets (3)      |      |
| 2001 Votación    | Lisa Leslie (1)       | Pívot     | Estados Unidos             | Los Angeles Sparks (1)  |      |
| 2002 Votación    | Sheryl Swoopes (2)    | Escolta   | Estados Unidos             | Houston Comets (4)      |      |
| 2003 Votación    | Lauren Jackson (1)    | Ala-pívot | Australia                  | Seattle Storm (1)       |      |
| 2004 Votación    | Lisa Leslie (2)       | Pívot     | Estados Unidos             | Los Angeles Sparks (2)  |      |
| 2005 Votación    | Sheryl Swoopes (3)    | Escolta   | Estados Unidos             | Houston Comets (5)      |      |
| 2006 Votación    | Lisa Leslie (3)       | Alero     | Estados Unidos             | Los Angeles Sparks (3)  |      |
| 2007 Votación    | Lauren Jackson (2)    | Ala-pívot | Australia                  | Seattle Storm (2)       |      |
| 2008 Votación    | Candace Parker (1)    | Ala-pívot | Estados Unidos             | Los Angeles Sparks (4)  |      |
| 2009 Votación    | Diana Taurasi         | Base      | Estados Unidos / Argentina | Phoenix Mercury         |      |
| 2010 Votación    | Lauren Jackson (3)    | Ala-pívot | Australia                  | Seattle Storm (3)       |      |
| 2011 Votación    | Tamika Catchings      | Alero     | Estados Unidos             | Indiana Fever           |      |
| 2012 Votación    | Tina Charles          | Pívot     | Estados Unidos             | Connecticut Sun         |      |
| 2013 Votación    | Candace Parker (2)    | Ala-pívot | Estados Unidos             | Los Angeles Sparks (5)  |      |
| 2014 Votación    | Maya Moore            | Pívot     | Estados Unidos             | Minnesota Lynx (1)      |      |
| 2015 Votación    | Elena Delle Donne (1) | Alero     | Estados Unidos             | Chicago Sky             |      |
| 2016 Votación    | Nneka Ogwumike        | Ala-pívot | Estados Unidos             | Los Angeles Sparks (6)  |      |
| 2017 Votación    | Sylvia Fowles         | Pívot     | Estados Unidos             | Minnesota Lynx (2)      |      |
| 2018 Votación    | Breanna Stewart (1)   | Ala-pívot | Estados Unidos             | Seattle Storm (4)       |      |
| 2019 Votación    | Elena Delle Donne (2) | Alero     | Estados Unidos             | Washington Mystics      |      |
| 2020 Votación    | A'ja Wilson (1)       | Pívot     | Estados Unidos             | Las Vegas Aces (1)      |      |
| 2021 Votación    | Jonquel Jones         | Ala-pívot | Bahamas                    | Connecticut Sun (2)     |      |
| 2022 Votación    | A'ja Wilson (2)       | Pívot     | Estados Unidos             | Las Vegas Aces (2)      |      |
| 2023 Votación    | Breanna Stewart (2)   | Ala-pívot | Estados Unidos             | New York Liberty        |      |
| 2024 Votación    | A'ja Wilson (3)       | Pívot     | Estados Unidos             | Las Vegas Aces (3)      |      |

## Palmarés
| Jugadora          | Trofeos | Años galardonada |
| ----------------- | ------- | ---------------- |
| Sheryl Swoopes    | 3       | 2000, 2002, 2005 |
| Lisa Leslie       | 3       | 2001, 2004, 2006 |
| Lauren Jackson    | 3       | 2003, 2007, 2010 |
| A'ja Wilson       | 3       | 2020, 2022, 2024 |
| Cynthia Cooper    | 2       | 1997, 1998       |
| Candace Parker    | 2       | 2008, 2013       |
| Elena Delle Donne | 2       | 2015, 2019       |
| Breanna Stewart   | 2       | 2018, 2023       |
| Yolanda Griffith  | 1       | 1999             |
| Diana Taurasi     | 1       | 2009             |
| Tamika Catchings  | 1       | 2011             |
| Tina Charles      | 1       | 2012             |
| Maya Moore        | 1       | 2014             |
| Nneka Ogwumike    | 1       | 2016             |
| Sylvia Fowles     | 1       | 2017             |
| Jonquel Jones     | 1       | 2021             |